# Campionati mondiali di tiro da 10 m 1987
I campionati mondiali di tiro 1987 furono la quinta edizione dei campionati mondiali di questo sport e si disputarono a Budapest.

## Risultati

### Uomini

#### Carabina ad aria
| Evento        | Oro                                              | Oro       | Argento                                                 | Argento   | Bronzo                                               | Bronzo    |
| Evento        | Atleta                                           | Risultato | Atleta                                                  | Risultato | Atleta                                               | Risultato |
| 10m           | Kirill Ivanov                                    | 694       | Matthew Suggs                                           | 693,8     | Harald Stenvaag                                      | 693,8     |
| 10m a squadre | Stati Uniti Dan Durben Robert Foth Matthew Suggs | 1770      | Jugoslavia Rajmond Debevec Sacir Dzeko Goran Maksimović | 1766      | Unione Sovietica Jury Fedkin Kirill Ivanov Savolodko | 1761      |

#### Pistola ad aria
| Evento        | Oro                                                                | Oro       | Argento                                           | Argento   | Bronzo                                           | Bronzo    |
| Evento        | Atleta                                                             | Risultato | Atleta                                            | Risultato | Atleta                                           | Risultato |
| 10m           | Zoltán Papanitz                                                    | 683,3     | Alexandr Melentiev                                | 683,2     | Liubcho Diakov                                   | 681,9     |
| 10m a squadre | Unione Sovietica Anatoli Egrishin Boris Kokorev Alexandr Melentiev | 1742      | Germania Est Gernot Eder Jens Potteck Uwe Potteck | 1735      | Bulgaria Liubcho Diakov Tanu Kiriakov Sabi Sabev | 1735      |

#### Bersaglio mobile
| Evento        | Oro                                                   | Oro       | Argento                                                               | Argento   | Bronzo                                                 | Bronzo    |
| Evento        | Atleta                                                | Risultato | Atleta                                                                | Risultato | Atleta                                                 | Risultato |
| 10m           | Luboš Račanský                                        | 385       | Alexandr Zajarchenkov                                                 | 378       | Kenneth Skoglund                                       | 377       |
| 10m a squadre | Cecoslovacchia Jan Kermiet Luboš Račanský Tibor Tesar | 1131      | Unione Sovietica Gennadi Avramenko Nicolai Lapin Alexei Schacharivkov | 1118      | Stati Uniti Todd Bensley Michael English Randy Stewart | 1113      |

### Donne

#### Carabina ad aria
| Evento        | Oro                                                      | Oro       | Argento                                                | Argento   | Bronzo                                                    | Bronzo    |
| Evento        | Atleta                                                   | Risultato | Atleta                                                 | Risultato | Atleta                                                    | Risultato |
| 10m           | Vesela Lecheva                                           | 499,1     | Irene Dufaux-Suter                                     | 496,4     | Birgit Zeiske                                             | 494,4     |
| 10m a squadre | Bulgaria Krassimira Dontcheva Vesela Lečeva Nonka Matova | 1177      | Germania Ovest Heike Goette Carmen Giese Birgit Zeiske | 1169      | Unione Sovietica Anna Malukhina Natalia Oleneva Scheviova | 1163      |

#### Pistola ad aria
| Evento        | Oro                                                                  | Oro       | Argento                                      | Argento   | Bronzo                                                          | Bronzo    |
| Evento        | Atleta                                                               | Risultato | Atleta                                       | Risultato | Atleta                                                          | Risultato |
| 10m           | Jasna Brajković                                                      | 489       | Svetlana Smirnova                            | 481,5     | Anne Goffin                                                     | 481,4     |
| 10m a squadre | Unione Sovietica Nino Salukvadze Svetlana Smirnova Lollita Tsvetkova | 1141      | Polonia Dorota Bidolach Janicka Julita Macur | 1132      | Germania Ovest Lieselotte Breker Anetta Kalinowski Margit Stein | 1129      |

## Medagliere
Nazione ospitante
| Posiz. | Nazione          | Oro | Argento | Bronzo | Totale |
| ------ | ---------------- | --- | ------- | ------ | ------ |
| 1      | Unione Sovietica | 3   | 4       | 2      | 9      |
| 2      | Bulgaria         | 2   | 0       | 2      | 4      |
| 3      | Cecoslovacchia   | 2   | 0       | 0      | 2      |
| 4      | Stati Uniti      | 1   | 1       | 1      | 3      |
| 5      | Jugoslavia       | 1   | 1       | 0      | 2      |
| 6      | Ungheria         | 1   | 0       | 0      | 1      |
| 7      | Germania Ovest   | 0   | 1       | 2      | 3      |
| 8      | Germania Est     | 0   | 1       | 0      | 1      |
| 8      | Polonia          | 0   | 1       | 0      | 1      |
| 8      | Svizzera         | 0   | 1       | 0      | 1      |
| 11     | Norvegia         | 0   | 0       | 2      | 2      |
| 12     | Belgio           | 0   | 0       | 1      | 1      |